# Douglastown (Nouveau-Brunswick)
Pour les articles homonymes, voir Douglastown.
Douglastown est un quartier de la cité de Miramichi, au Nouveau-Brunswick.

## Histoire
Douglastown, d'abord connue sous le nom de Gretna Green, a été fondée en 1812 par deux colons écossais, Alexander Rankin et James Gilmour, venus de Glasgow à bord du brick Mary. Grâce au commerce du bois, la localité connaît rapidement une forte croissance mais subit les conséquences du grave incendie de la Miramichi de 1825 au cours duquel la région est dévastée. C'est en l'honneur de la visite du Lieutenant-gouverneur du Nouveau-Brunswick, Sir Howard Douglas, venu inspecter les dégâts, que Gretna Green est nommé Douglastown.
La localité devient un village en 1966 mais disparaît en 1995, lorsqu'elle devient un simple quartier de Miramichi, à l'instar de Newscastle. Earl M. Campbell est élu maire par acclamation le 8 mai 1989
.

## Culture
La maison d'Alexandre Rankin, bâtie en 1837, est aujourd'hui un musée consacré à la construction navale, l'industrie forestière et l'héritage écossais de Douglastown.

## Personnalités
- Michael Adams (1845-1899), avocat et homme politique
- William Murray Caldwell (1832-1870), homme d'affaires et homme politique
- George Haddow (1833-1919), marchand et homme politique